# Nguyễn Quang Toản
 (octobre 2018).
Si vous disposez d'ouvrages ou d'articles de référence ou si vous connaissez des sites web de qualité traitant du thème abordé ici, merci de compléter l'article en donnant les références utiles à sa vérifiabilité et en les liant à la section « Notes et références ».
Empereur Cảnh Thịnh (1783-1802), né sous le nom Nguyễn Quang Toản, est le dernier empereur du Đại Việt (ancêtre du Viêt Nam) de la dynastie Tây Sơn. Il règne de 1792 à 1802. 